# David Purley
David Purley (Bognor Regis, 26 de enero de 1945-ibidem, 2 de julio de 1985) fue un piloto británico de automovilismo de los años 1970.

## Biografía
Hijo de una adinerada familia inglesa dueña de la mejor cadena de refrigeración de Inglaterra LEC Refrigeration, Purley comenzó su historia como un soldado del ejército británico en el cuerpo de paracaidistas de élite, vio acción por primera vez en la insurgencia a mediados de los años 1960 cuando el ejército británico tomó en combate a los bien preparadas y armadas tribus locales de Adén en una región montañosa. Durante su carrera militar también sobrevivió a una falla de su paracaídas durante uno de sus saltos de práctica, en la que utilizó la primera de sus nueve vidas cuando su paracaídas no se abrió y milagrosamente, "aterrizó" en el paracaídas de su sargento de pelotón y ambos sobrevivieron al aterrizaje. Habiendo visto acción con su batallón fue dado de baja honrosamente.
David era hijo de Charles Purley, un adinerado empresario que había amasado una gran fortuna gracias a los frigoríficos a los que vendía refrigeradores de gran calidad y durabilidad. Cuando dejó el ejército, fue incitado por su amigo Derek Bell para probar su mano en el automovilismo, participando con un AC Cobra y más tarde en un Chevron. En 1970 pasó a monoplazas y condujo un Brabham en la Fórmula 3, en su propio equipo bajo la bandera de LEC Refrigeration.
Ganó su primera carrera pocas semanas más tarde, superando al luego campeón del mundo James Hunt en el Gran Premio de Bélgica. No ganaría de nuevo, hasta que regresó a Bélgica un año después. En 1972 se concentró en la Fórmula 2, con un March 722 y finalizó tercero en Pau, pero regresó a Bélgica para ganar su tercer Gran Premio consecutivo en dicho país. en 1973 participó en la Fórmula Nippon (en ese entonces Fórmula 2000 Japonesa) pero ese mismo año decidió participar en la Fórmula 1 con un March 731 de inscripción privada, su primera carrera en el Gran Premio de Mónaco debió retirarse por problemas mecánicos, la segunda vez que se presentó fue en el Gran Premio de los Países Bajos. 

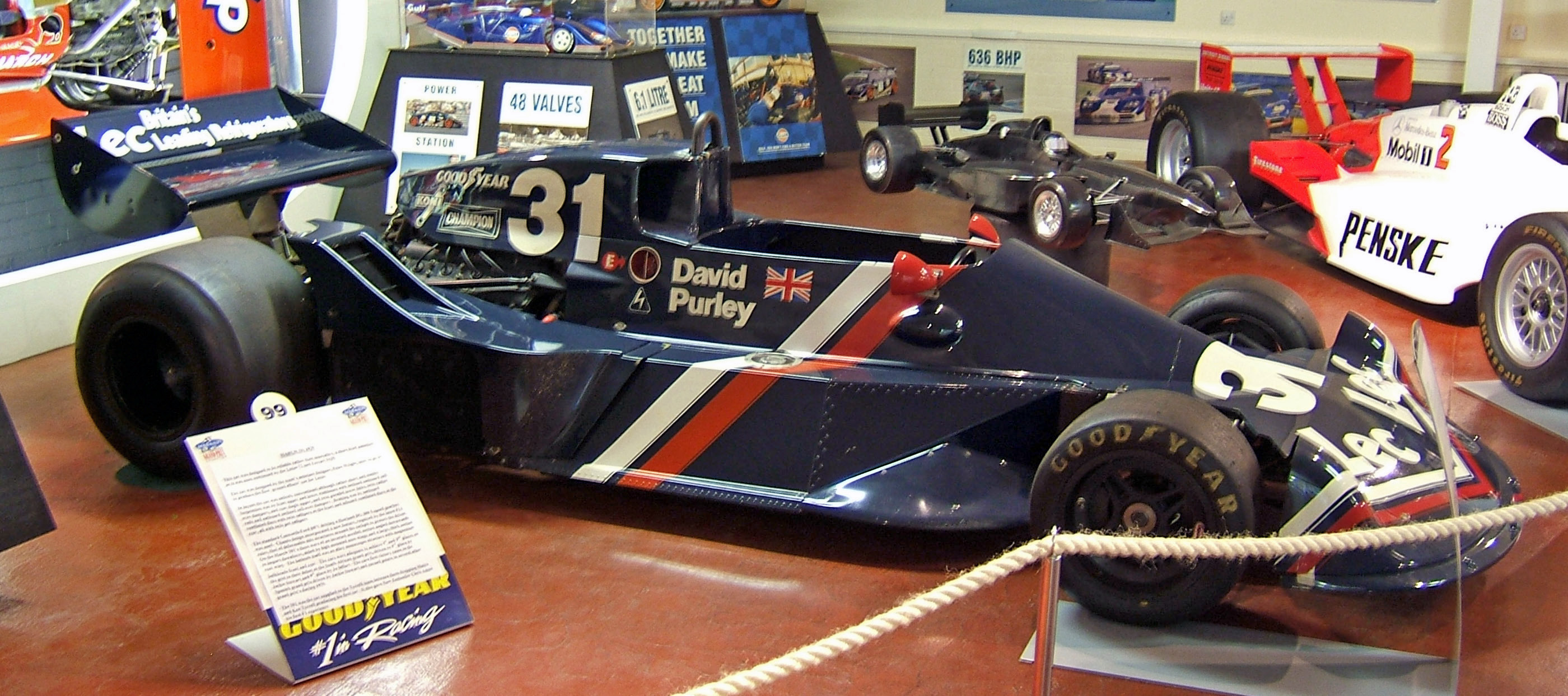
LEC CRP1 en el museo de Donington Park.

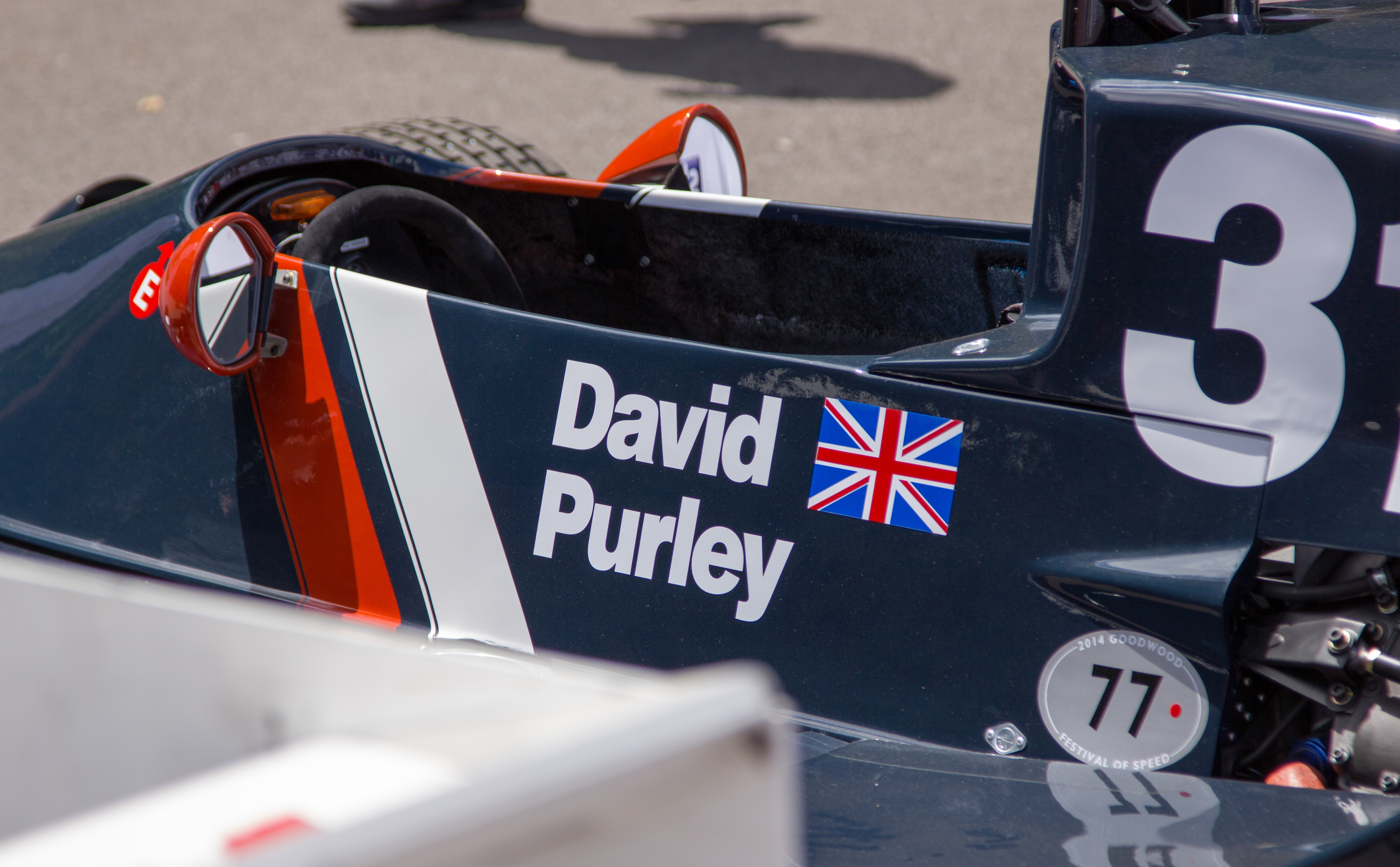
Habitáculo del CRP1.

Purley partía desde el vigesimoprimer lugar tres posiciones más adelante se ubicaba Roger Williamson, quien corría con el equipo oficial March. Sin embargo, en la salida el auto de Williamson se caló por lo que debió salir desde la última posición, luego del reinició de la carrera Williamson comenzó a avanzar posiciones hasta llegar al decimotercer lugar y avanzaba a buen ritmo (había marcado la cuarta mejor vuelta) hasta llegar a la curva más rápida del circuito -al principió se pensó que había tomado la curva muy rápido luego se confirmó la rotura de un neumático - el March salió catapultado y se arrastró 225 metros chocando con las barreras de protección y quedando boca abajo, después de que el depósito de combustible se incendiase debido al roce contra el suelo. Purley, amigo de Williamson, aunque no compañero de escudería, aunque sí usaban un auto construido por el mismo fabricante (March), bajo de su propio coche en un intento desesperado de salvar al piloto accidentado. Williamson no había resultado seriamente herido en el accidente y se le oyó gritar a Purley que lo sacase del vehículo, mientras este trataba en vano de darle la vuelta al monoplaza. Al principio los comentaristas de la televisión holandesa, el control de carrera y otros pilotos pensaron que Purley había sido quien había tenido el accidente y que el piloto había escapado indemne, lo cual resultó en que la carrera prosiguió con total normalidad mientras Purley intentaba desesperadamente salvar la vida de su amigo.
Los comisarios de la curva en donde había ocurrido el accidente estaban mal capacitados y equipados, de modo que fue el propio Purley quien debió usar el extintor para tratar de apagar el fuego. La vestimenta de los oficiales de pista no era ignífuga, de modo que éstos se limitaron a esperar a que llegase el camión de bomberos mientras la carrera seguía en progreso. El fuego fue relativamente débil durante tres minutos, tiempo suficiente para voltear el coche y sacar a Williamson, pero Purley no podía hacerlo solo. Algunos espectadores, ante la indiferencia de los comisarios, intentaron saltar las vallas de seguridad y entrar al circuito a ayudar, pero les fue impedido por el personal de seguridad, que empleó perros. Para cuando el camión de bomberos llegó, Williamson había muerto. Los comisarios se limitaron a colocar un manto blanco sobre los restos del coche y dejar que continuara la prueba, Purley se sentó a un costado de la pista y lloró. Varias fotografías de las tomadas por Cor Mooij de los intentos de David Purley por salvar a Williamson obtuvieron el premio World Press Photo de deportes en 1974. Purley recibió la George Medal del Reino Unido por su acto de valentía.
En 1974 probó suerte en el equipo Token, sin embargo en su única participación con el equipo no pudo clasificarse para la carrera, luego de este infortunado Gran Premio dejó de lado el automovilismo por un tiempo dedicando su tiempo a la empresa familiar. Aunque en ese tiempo regreso brevemente a competir en la Fórmula 2 y más tarde en 1976, participó en el campeonato Shellsport International Series donde compiten autos de Fórmula 1, Fórmula 2 y de Fórmula 5000. Purley logró ganar el campeonato de 1976, ganó 6 de las 13 carreras de la serie en un Chevron B30 de Fórmula 5000.
Para 1977 su pasión por los autos lo llevó a reabrir su proyecto LEC, para esto le pidió al diseñador Mike Pilbeam que le construyera un monoplaza que resultó bastante más competitivo que los chasis March realizando grandes apariciones. Su mejor carrera fue el Gran Premio de Bélgica de 1977 en el que rodó tercero y hasta llegó a adelantar al campeón mundial Niki Lauda, pero un error con el cambio de marchas, lo hizo quedar en la grava, el coche salió, pero en las últimas posiciones. El error se debió al intentar defenderse de Lauda, bajó de marchas demasiado rápido y tuvo un trompo, dándole el tercer puesto a Niki.
Purley figura en los archivos médicos como el ser humano que consiguió sobrevivir milagrosamente a una de las más brutales desaceleraciones que se tienen registradas en el automovilismo: Durante las prácticas Gran Premio de Gran Bretaña de 1977, sufrió un grave accidente luego de impactar fuertemente contra uno de los muros de contención del circuito frontalmente a 173 km/h, el golpe fue tal que el auto solo se detuvo a 66 centímetros del lugar del impacto sufriendo una desaceleración de 180 G. Vale la pena aclarar que por aquel entonces los autos no eran de fibra de carbono, ni los pilotos disponían de sistemas de seguridad como el HANS, se temió mucho por su vida ya que además de varios paros cardíacos también sufría de muchas fracturas.
En 1979 regresó brevemente al automovilismo, donde compitió el Campeonato Británico de Fórmula 1 en cual logró 3 puntos. Tiempo después decidió abandonar el deporte para sumarse en las competencias de acrobacias aéreas.

### Accidente aéreo

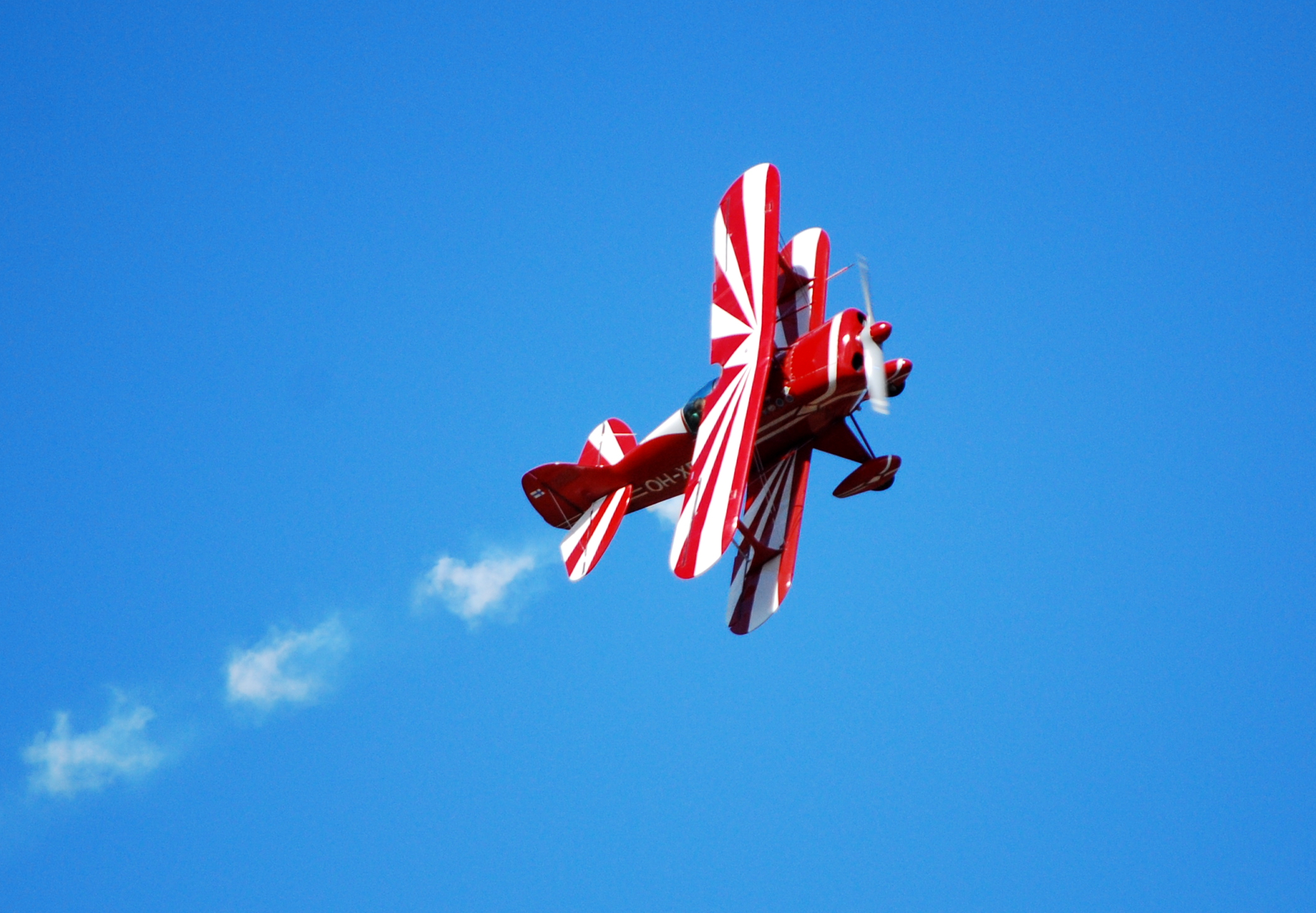
Pitts Special similar al de David Purley

David Purley falleció el 2 de julio de 1985 cuando pilotaba su biplano acrobático, un Pitts Special, que se estrelló en el Canal de la Mancha frente a Bognor Regis. Fue sepultado en el cementerio de la iglesia de San Nicolás en West Itchenor, cerca de Chichester.

## Resultados

### Fórmula 1
(Clave) (negrita indica pole position) (cursiva indica vuelta rápida)

| Año     | Escudería         | 1   | 2   | 3   | 4   | 5       | 6       | 7      | 8       | 9       | 10       | 11     | 12  | 13    | 14  | 15  | 16  | 17  | Pos. | Puntos |
| ------- | ----------------- | --- | --- | --- | --- | ------- | ------- | ------ | ------- | ------- | -------- | ------ | --- | ----- | --- | --- | --- | --- | ---- | ------ |
| 1973    | LEC Refrigeration | ARG | BRA | RSA | ESP | BEL     | MON Ret | SWE    | FRA DNP | GBR DNS | NED Ret  | GER 15 | AUT | ITA 9 | CAN | USA |     |     | NC   | 0      |
| 1974    | Token Racing      | ARG | BRA | RSA | ESP | BEL     | MON     | SWE    | NED     | FRA     | GBR DNQ  | GER    | AUT | ITA   | CAN | USA |     |     | NC   | 0      |
| 1977    | LEC Refrigeration | ARG | BRA | RSA | USW | ESP DNQ | MON DNP | BEL 13 | SWE 14  | FRA Ret | GBR DNPQ | GER    | AUT | NED   | ITA | USA | CAN | JPN | NC   | 0      |
| Fuente: |                   |     |     |     |     |         |         |        |         |         |          |        |     |       |     |     |     |     |      |        |